# Luna 7
Luna 7, também conhecida como Luna E-6 No.11, foi a designação de uma sonda soviética do Programa Luna usando a plataforma E-6, com o objetivo de efetuar um pouso suave na Lua.
Depois de um lançamento bem sucedido em 4 de Outubro de 1965, ela acionou e desligou os retrofoguetes de forma prematura, e acabou colidindo com a Lua.

## O Lançamento
A Luna 7 foi lançada por um foguete Molniya-M (8K78M) as 07:55:00 UTC de 4 de Outubro de 1965, a partir da plataforma 1/5 do Cosmódromo de Baikonur. Depois de um lançamento bem sucedido e de ter atingido uma órbita de espera de 167 por 182 km, o estágio superior do foguete, um Bloco-L, reiniciou e ela foi colocada em trajetória de injeção translunar.

## A Falha
Depois de efetuar uma correção de curso bem sucedida em 5 de Outubro, imediatamente antes do planejado acionamento dos retrofoguetes na aproximação lunar, a espaçonave perdeu o sistema de controle de atitude. Com isso, sistemas de segurança automáticos, impediram que os retrofoguetes fossem acionados novamente. Isso fez com que a Luna 7 atingisse a superfície lunar em alta velocidade as 22:08:24 UTC de 7 de Outubro de 1965, a Oeste da cratera Kepler na região Sudeste do Oceanus Procellarum, relativamente próxima ao destino originalmente planejado.

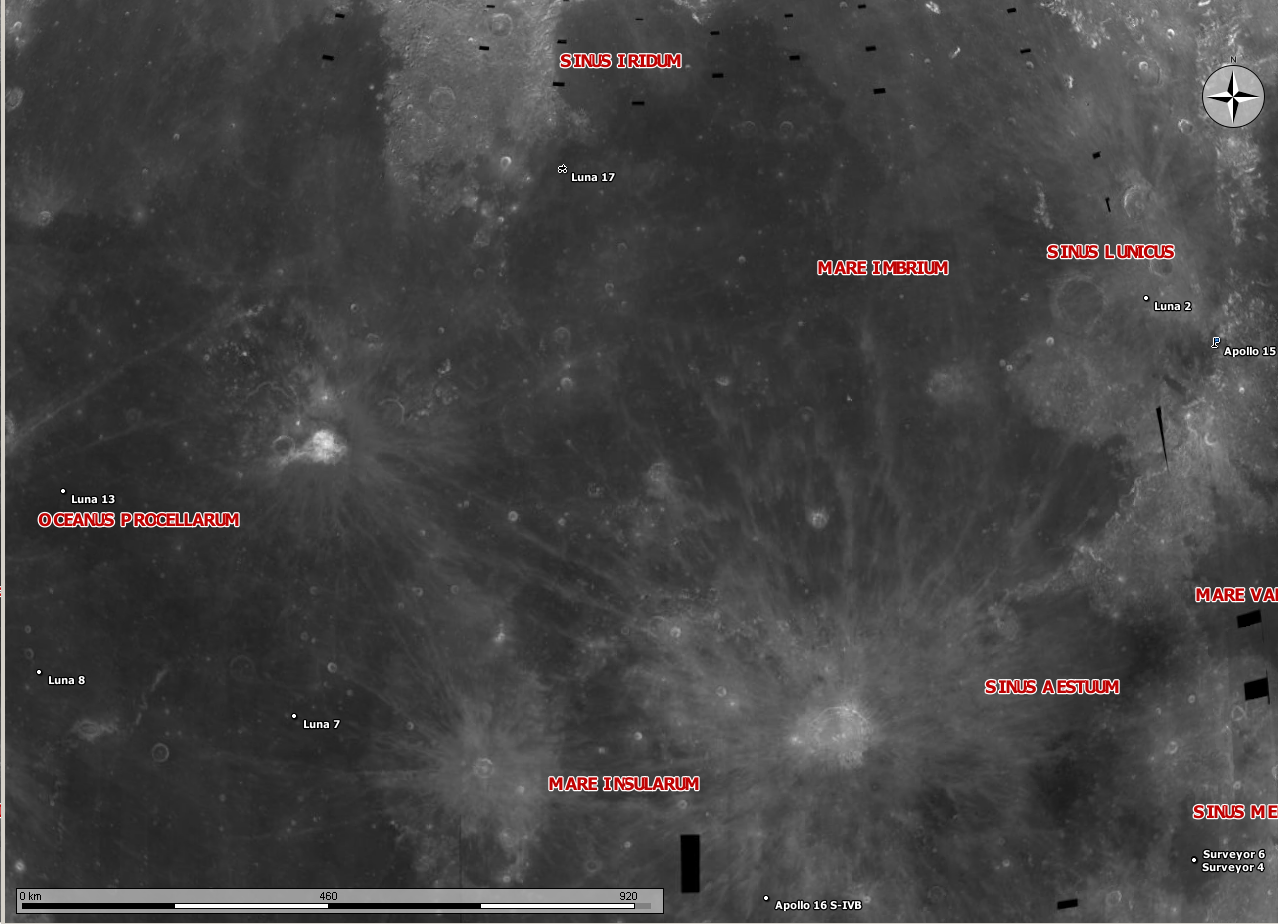
Localização do ponto de impacto da Luna 7 (abaixo do Oceanus Procellarum à esquerda).